# Марія Беатріче д'Есте
Марія Беатріче Річчарда д'Есте (італ. Maria Beatrice Ricciarda d'Este), (нар. 7 квітня 1750 — пом. 14 листопада 1829) — герцогиня Масси та Каррари у 1790—1797 та 1814—1829 роках з дому Есте, донька герцога Модени та Реджо Ерколе III та герцогині Масси та Каррари Марії Терези Чібо-Маласпіна, дружина австрійського ерцгерцога Фердинанда.

## Біографія
Народилась 7 квітня 1750 року у Герцогському палаці Модени. Стала первістком у родині моденського герцога Ерколе III та його першої дружини Марії Терези. Матір була сувереном герцогств Масси та Каррари, які через її шлюб були приєднані до Модени. Молодший брат Марії Беатріче прожив лише чотири місяці, і вона залишилася єдиною спадкоємицею володінь своїх батьків.
Шлюб батьків був нещасливим. Ерколе відверто принижував дружину та мав численних коханок. Літо Марія Тереза проводила у своїх володіннях. Згодом вони остаточно роз'їхалися.
Імператриця Марія-Терезія домовилася з матір'ю дівчинки про шлюб Марії Беатріче з її сином ще у 1754 році. Першими кандидатурами були Карл Йосиф і Леопольд, однак, зрештою, заручини відбулися з Фердинандом. Шлюбний контракт був підписаний у 1763 році.
У віці 21 року Марія Беатріче взяла шлюб із 17-річним ерцгерцогом Фердинандом. Вінчання відбулося 15 жовтня 1771 у Мілані. Разом з тим, Фердинанд був призначений губернатором Міланського герцогства. На святкуванні виконувалися опери «Асканіо в Альбі» Вольфганга Амадея Моцарта й «Il Ruggiero» Йоганна Адольфа Гассе. Оселилися молодята у Модені. Шлюб виявився щасливим. Подружжя мало десятеро дітей, започаткувавши династію Габсбургів-Есте. Жінка особисто займалася вихованням своїх дітей.
У 1780 році батько Марії Беатріче став герцогом Модени та Реджо, а чоловік — губернатором Ломбардії. Хоча він і не мав повної свободи дій, губернаторська пара була дуже популярною серед населення через їхню соціальну активність. Відтоді і до 1796 року сімейство мешкало в Мілані та на королівській віллі у Монці.
Після смерті матері у грудні 1790 року Марія Беатріче успадкувала герцогства Масси та Каррари, а також титули герцогині Анжелло та баронеси Падулі. Будучи спадкоємицею чотирьох герцогств, вона тим не менш не могла правити у Модені та Реджо і передала права на престол своєму синові. Після вторгнення французів у 1797 році, переїхала із чоловіком до Відня, однак віддавала перевагу Вінер-Нойштадту, в той час як Фердинанд зі старшими синами мешкав у палаці Бельведер. У 1803 році придбала будинок у центрі Відня, де вся родина оселилася разом, а у 1806 році — сади Штокхамера та невеликий палац. Втім, того ж року Фердинанд помер на Різдво.

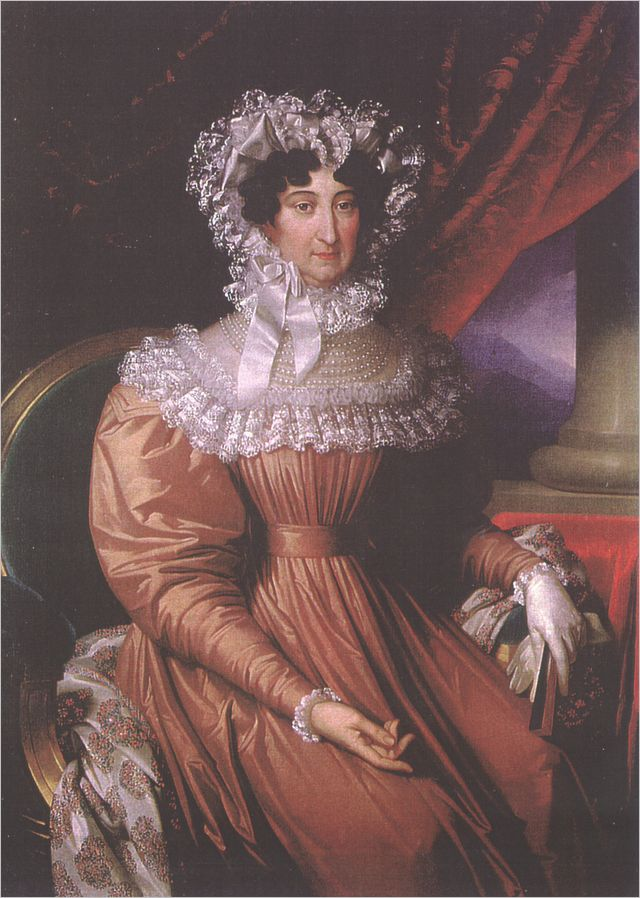
Портрет Марії Беатріче пензля Едуарда Ендера

У січні 1808 року її молодша донька вийшла заміж за імператора Австрії Франца I. Марія Беатріче активно цікавилася політикою, підтримувала жваве листування із донькою і всіляко намагалася повернути свої володіння. У 1811 році вона придбала палац на Herrengasse № 7, який отримав назву Моденський палац. Попередня домівка була реконструйована Алоїсом Піхлем того ж року й іменувалася палац Моденських-Есте.
Віденський конгрес у 1814 році відновив її права суверена. Повернувшись до своїх володінь, Марія Беатріче скасувала всі укази Елізи Бонапарт, відновила Статути та свиту навколо герцогського престолу. Намагалася, однак, допомогти і незаможним класам. Підтримувала соціальні та культурні сфери. Дозволила проводити важливі громадські роботи, наприклад, виправлення русла річки Фрігідо. Її політика була більш вдалою в той час, доки герцогиня знаходилася на теренах своїх земель, а не у Відні.
14 листопада 1829 Марія Беатріче пішла з життя у віці 79 років у Відні. Була похована поруч із чоловіком у Тосканській крипті Імператорського склепу Капуцинеркірхе у Відні.
Герцогства Масси та Каррари були приєднані до герцогства Модени та Реджо, якими правив її син Франческо.
Особисті статки відійшли синам Фердинанду та Максиміліану Йозефу.

## Родина

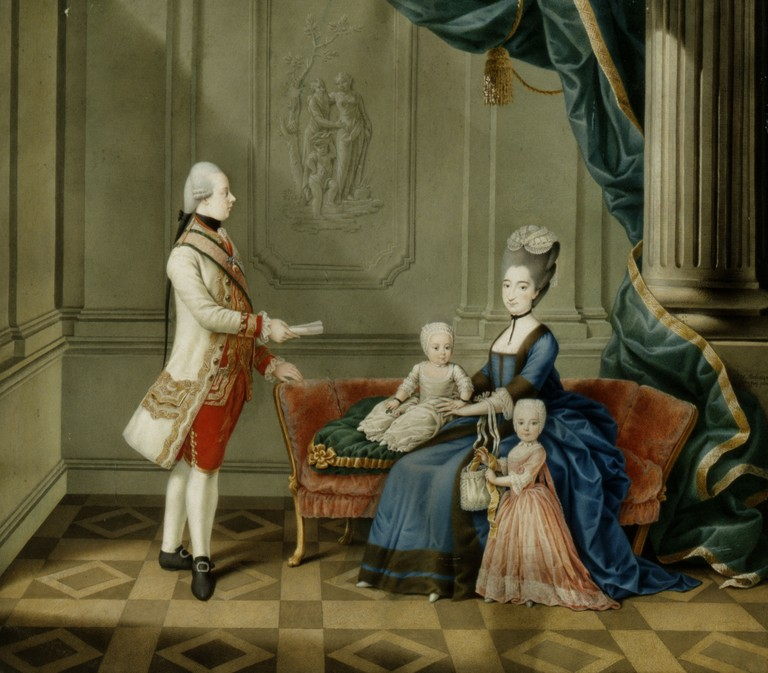
Родинний портрет пензля Гаетано Перего, 1776

Чоловік —  Фердинанд Австрійський
Діти:
- Йозеф Франц (нар. та пом. 1772) — помер немовлям;
- Марія Тереза (1773—1832) — дружина короля Сардинії Віктора Емануїла I, мала семеро дітей;
- Йозефа (1775—1777) — прожила 2 роки;
- Марія Леопольдіна (1776—1848) — була двічі одружена, мала трьох дітей від другого шлюбу;
- Франческо (1779—1846) — герцог Модени та Реджо у 1814—1846 роках, був одружений зі своєю небогою, сардинською принцесою Марією Беатріче, мав четверо дітей;
- Фердинанд (1781—1850) — фельдмаршал австрійської армії, генерал-губернатор Галіції та Трансильванії, одруженим не був, дітей не мав;
- Максиміліан Йозеф (1782—1863) — великий магістр Тевтонського ордену у 1835—1863 роках, одруженим не був, дітей не мав;
- Марія Антонія (1784—1786) — прожила півтора року;
- Карл Амброзіус (1785—1809) — архієпископ Естергомський у 1808—1809 роках, одруженим не був, дітей не мав;
- Марія Людовіка (1787—1816) — дружина імператора Австрії Франца I, дітей не мала.

## Нагороди
- Орден Зіркового хреста (Австрійська імперія).

## Вшанування пам'яті
- У третьому районі Відня, Ландштрассе, у 1862 році на її честь названа алея Беатрікс (нім. Beatrixgasse).
- У 1916 році на честь імператриці-матері назвали парк Модени (нім. Modenapark).[8]